# L'isola degli sfigati
L'isola degli sfigati è un brano musicale scritto ed  interpretato dal cantante italiano Luca Dirisio, pubblicato nel 2006 come terzo singolo estratto dall'album La vita è strana.

## Il video
Il video musicale prodotto per L'isola degli sfigati è stato prodotto dalla Run Multimedia e diretto dal regista Gaetano Morbioli. Il video è una parodia della quarta edizione del reality show L'isola dei famosi condotto da Simona Ventura.
Curiosamente, nel 2011 Dirisio partecipa all'ottava edizione del reality.

## Tracce
Download digitale
1. L'isola degli sfigati - 2:47